# Лекарь

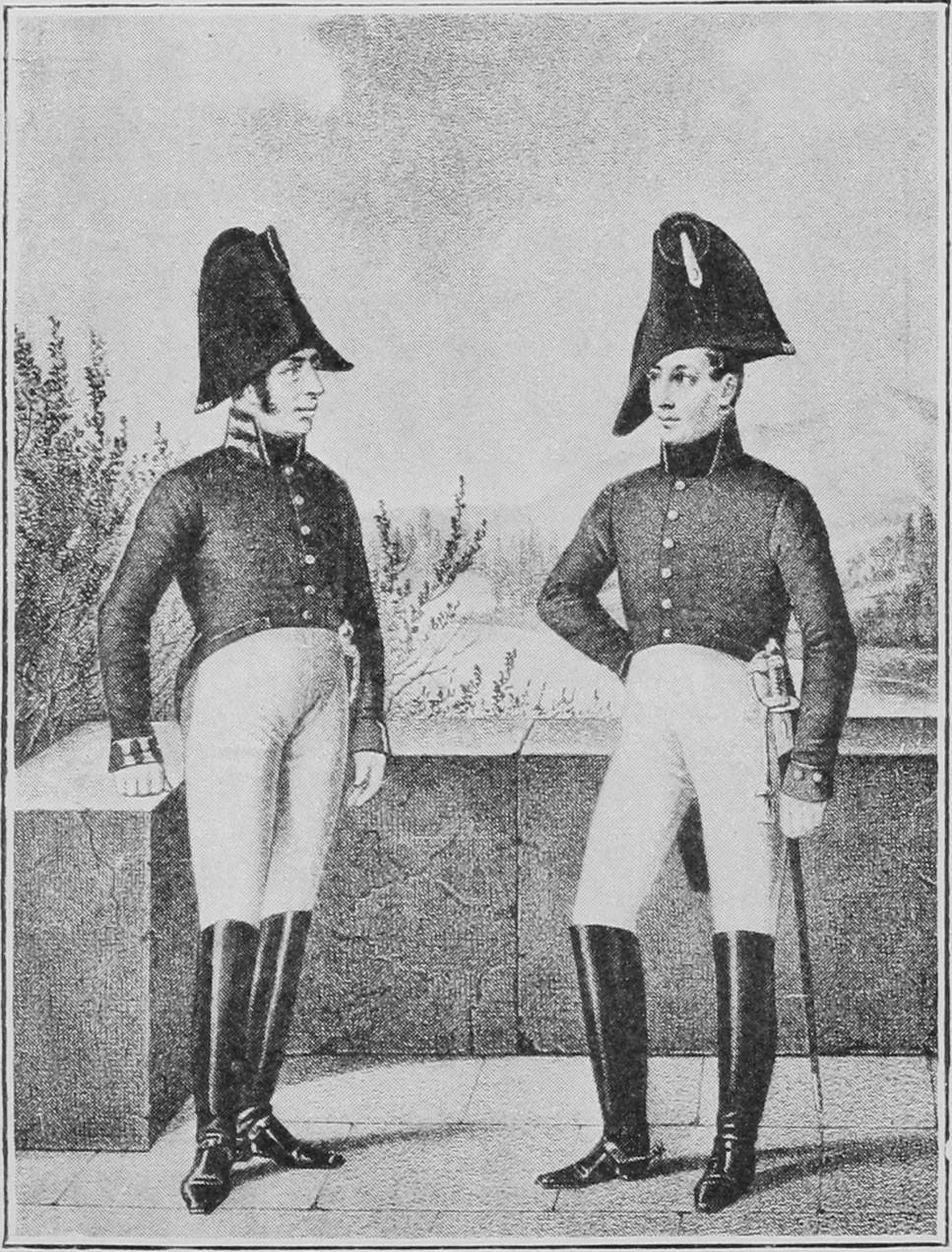
Штаб-лекарь и лекарь
(1806—1811 года)
(рисунок из статьи «Военно-санитарное дело». Военная энциклопедия Сытина)

Ле́карь — врач, медик, первая учёная степень (классная степень, соответствующая 10-му классу Табели о рангах), получаемая студентами врачебного искусства, официальное название врача в Российской империи. Выше её была высшая (вторая) учёная степень, получаемая в университете или в академии — доктор или доктор медицины.

## Этимология
Общеславянское слово, зафиксированное в аналогичных значениях практически во всех восточно-, западно- и южнославянских языках: др.-рус. лѣкарь (с XV века), укр. лікар, пол. lekarz, чеш. lékař, болг. ле́кар, серб. љѐка̄р и др. Образовано от корня *lěk-, который большинство исследователей считают заимствованным из германских языков: гот. lēkeis «врач», lēkinōn «лечить, исцелять», др.-англ. læce и др.-шв. læk(i)are «врач». Германская лексема в свою очередь считается кельтским заимствованием: ср. др.‑ирл. líaig «врач» от кельт. lēgis.
Существуют и возражения против германской этимологии: все известные формы по грамматической структуре производные и поэтому не могут быть источниками славянского *lěka/*lěkъ «лекарство». В качестве альтернативной версии болгарский лингвист С. С. Младенов предлагал происхождение от ПИЕ *lē̆q- «говорить, считать», к которому, по его мнению, также восходят лат. loquor и др.-греч. ληκέω «говорить». Однако современные реконструкции возводят loquor к *tlokʷ- или *telkʷ-, от которого также праслав. tъlkъ, рус. толк, толковать.

## Ранняя история термина
В древнерусском государстве в IX—XII веках термины «лечец», «лекарь» и «врач» употреблялись как равнозначные синонимы. В письменном памятнике Руси (России) XV века «Врата Аристотеля» слово «лекарство» используется в значении медицина. Рукописные книги XV века упоминают «жёнок-лекариц» в Новгороде. В Московской Руси термин «лекарь» употребляли в делопроизводстве. В разговорной речи и письменности его предпочитали синонимам «врач» (церковно-каноническое), «лечець» (южнорусское). В военных подразделениях в штате состояли — «лекари полковые» и «лекари сотенные»; воспитанники школы при Аптекарском приказе, основанной в 1654 году, именовались «учениками лекарского дела».
В XVII веке в разъяснениях Аптекарского приказа разделялись профессиональные и утилитарные обязанности и подчинённое положение лекарей по отношению к «дохтурам», то есть получившим официальное высшее медицинское образование.

Дохтур совет свой даёт и приказывает, а сам тому не искусен, а лекарь прикладывает и лекарством лечит, а сам не научен, а обтекарь у них обоих повар.
Воинский устав Петра I ввёл звания: штаб-лекарь и подлекарь.

### Штаб-лекарь

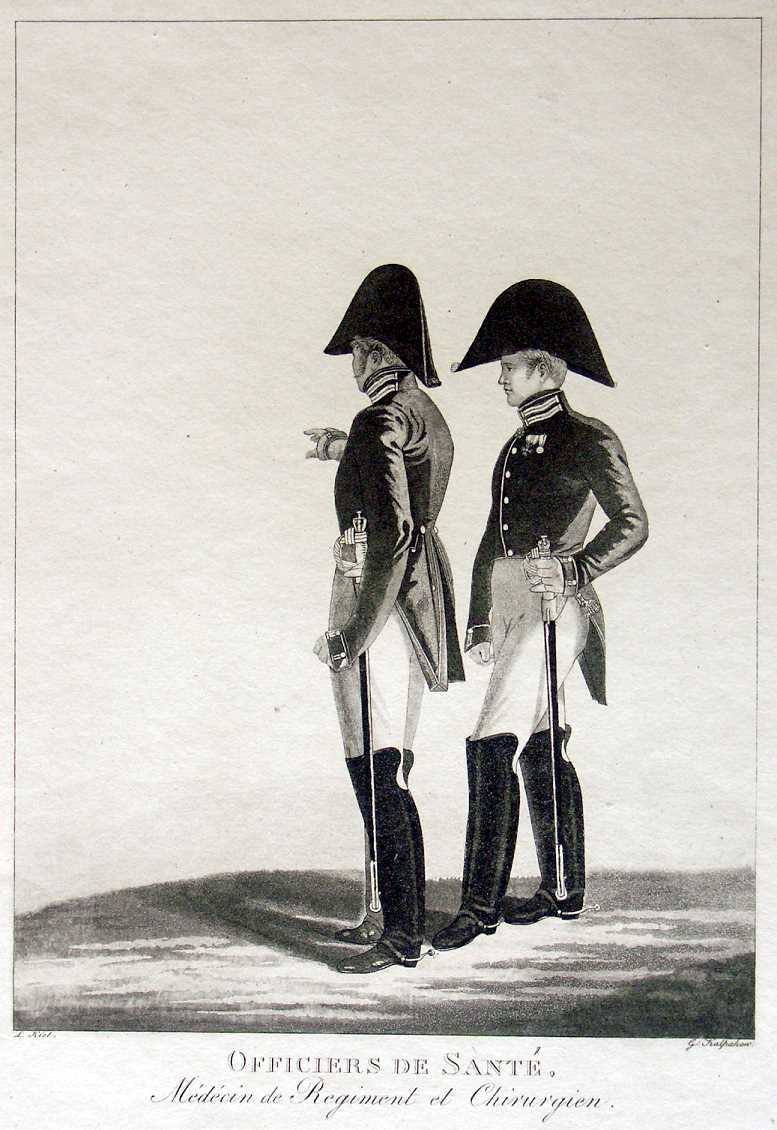
Лев Киль. Лекари эпохи Наполеоновских войн

Медицинская часть, в Русской гвардии и армии, была устроена так, что при каждой дивизии находился доктор и штаб-лекарь; при каждом полку ― полковой лекарь, а в каждой роте ротный лекарь или цирюльник.
Штаб-лекарь (штабс-лекари, штаб-доктора) входили в состав дивизий и полков, и звание это считалось высоким, а присваивалось только лицам с полным высшим медицинским образованием, и только после «продолжительной и беспорочной службы»; их число было очень ограничено. Согласно указу 1728 года штаб-лекарь получал ранг капитан-поручика, лекарь — подпоручика. В 1744 году соответствующие ранги были присвоены флотским лекарям.
Фёдор Арендт служил в звании штаб-лекаря в морском госпитале (адмиралтейском госпитале) в Казани, а его сын Н. Ф. Аренд был лейб-медиком императора Николая I и в последние дни жизни А. С. Пушкина, руководил его лечением и навещал раненого по несколько раз в сутки.
Штаб-лекаря в соответствии с циркуляром Главного штаба России №14, от 1860 года, получили название старших (полковых) врачей.

### Подлекарь
«Подлекарем» называли лиц с незаконченным медицинским образованием и прошедших несколько лет практической выучки. Употреблявшийся реже термин «врач», равнозначный термину «лекарь», в царствование Павла I, в 1800 году, был исключён из официального употребления.

## Термин «лекарь» в XIX—XX веках
К середине XIX века, сначала, только на гражданской службе, начали применять термин «врач» (земский врач, городской врач). А в армии сохранился преимущественно термин «лекарь».
В первые годы Советской власти использовался, особенно в армии, также термин «лекпом» (лекарский помощник) в значении — помощник врача, медработника с законченным средним медицинским образованием. Военно-фельдшерские школы до 1923 года назывались «Курсы красных лекпомов», в дальнейшем этот термин утратил официальное значение и уступил место термину фельдшер.

## Лекарь (степень  и звание)

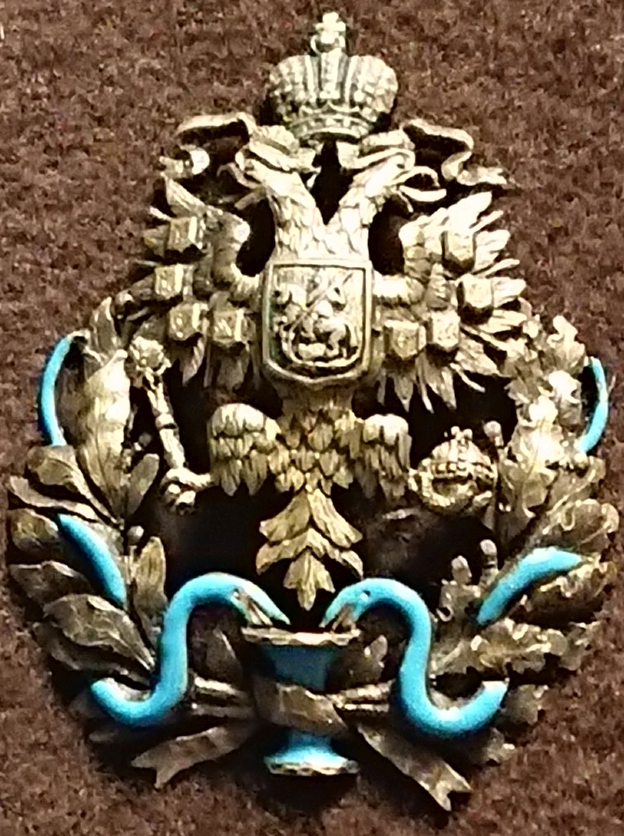
Нагрудный знак лекаря (сюртучный вариант). 1914 год

Лекарь — низшая учёно-практическая медицинская степень (звание) в отличие от высших — доктора медицины и доктора медицины и хирургии. 
В XIX веке степени и звания в области медицины, в отличие от остальных университетских наук, определялись специальными положениями, в связи с чем понятие лекарь являлось низшей учёной степенью в области медицины в период с 1803 по 1838 годы (в тогдашнем экзаменационном статуте допускались целых шесть медицинских степеней: три степени лекаря (лекарь 1–го, 2–го и 3–го отделения), доктор медицины, доктор медицины и хирургии и медико-хирург), низшим учёно-практическим званием в период с 1838 по 1884 годы и вновь учёной степенью с 1884 года.
Степень «лекарь» присваивалось выпускникам высших медицинских учебных заведений (медицинских академий и медицинских факультетов университетов) до 1918 года.
После Великой Октябрьской социалистической революции, с 1918 года, в официальной документации и дипломах об окончании высших медицинских учебных заведений термин «лекарь» был заменён на «врач».

Первое время в лекари назначали порой случайных людей, но постепенно стали назначать выпускников медицинских факультетов университетов. Балтийский флот комплектовался в большой мере медиками-выпускниками Тартуского (Юрьевского) университета. …Лекарь в эпоху парусного флота всегда был достаточно важной и уважаемой фигурой на любом судне. …На русском парусном флоте лекарь имел классный чин и был приравнен к офицерскому составу. …Под страхом лишения всего жалования лекарю запрещалось брать деньги за лечение. …Во время боя судовой лекарь был обязан находиться в интрюме при раненных, резать разбитые конечности, зашивать раны. Особая статья в уставе напоминала лекарю о том, что если он будет относиться к больным с пренебрежением, то «яко злотворец наказан будет, яко своими руками его (больного) убил…».
— В. В. Шигин, «Жизнь на палубе и на берегу», часть II, глава III «О лекарях и болезнях»